# Ortaköy-mecset
Az Ortaköy-mecset vagy Büyük Mecidiye Camii neobarokk stílusú oszmán kori mecset Isztambul Ortaköy (Beşiktaş) városrészében, a Boszporusz partján. A mecsetet I. Abdul-Medzsid szultán építtette, az építés idejéről megoszlanak a vélemények, egyes források szerint 1853 és 1854 között épült, más szakemberek szerint 1864-ben. Az építész az örmény származású Garabet Balyan volt, akit fia, Nikogos segített. A mai mecset helyén 1721-ben egy kisebb mecset állt, melyet az akkori vezír veje, Mahmut aga építtetett, de 1730-ban a Patrona Halil vezette janicsárfelkelés során lerombolták. Az 1960-as években az összeomlás veszélye fenyegette, ezért megerősítették az alapját.